# مقتل تقى الجشي
تقى ماجد الجشي هي طفلة سعودية قتلت في ديسمبر 2013 برصاص مجهولين في العراق (يعتقد أنها جماعة متطرفة).

## التفاصيل
كانت تقى الجشي وعائلتها المكونة من 7 أشخاص في زيارة دينية في سامراء بالعراق قبل أن تطلق عدة رصاصات على السيارة التي يستقلونها، نجا الجميع وأصيبت والدتها برصاصتين لكن تقى أصيبت برصاصة وحاولوا إسعافها ولكنها توفيت لاحقًا.
قام الملك عبد الله بن عبد العزيز آل سعود بتقديم تعازيه لأسرة تقى الجشي وأمر بطائرة إخلاء طبي تنقل والدتها من بغداد إلى أحد مستشفيات الحرس الوطني السعودي في الرياض.